# Ann-Christin Westerlund
Ann-Christin Westerlund, född 6 juni 1947, är en svensk lokalpolitiker. Hon var Skellefteå kommuns första kvinnliga ordförande för kommunfullmäktige när hon tillträdde 2006. Westerlund hade dessförinnan varit kommunfullmäktiges vice ordförande under två mandatperioder. Hon satt kvar på sin post till 2014.
Innan hon tillträdde som kommunfullmäktiges ordförande arbetade hon som datakonsult. År 2017 var hon den mest anlitade vigselförrättaren i Västerbottens län.